# Hruštín
Hruštín és un poble i municipi d'Eslovàquia que es troba a la regió de Žilina, al centre-nord del país.
Es troba documentat des del 1588.

## Demografia
| Godina             | 1994 | 2004   | 2014   | 2024   |
| ------------------ | ---- | ------ | ------ | ------ |
| Nombre de persones | 3057 | 3215   | 3153   | 3184   |
| Diferència         |      | +5,16% | −1,92% | +0,98% |

| Godina             | 2023 | 2024   |
| ------------------ | ---- | ------ |
| Nombre de persones | 3190 | 3184   |
| Diferència         |      | −0,18% |